# Nacho (sèrie de televisió)
Nacho (originalment titulada Nacho vidal, una industria XXXL'') és una sèrie de televisió per internet espanyola de drama biogràfic, creada per Teresa Fernández-Valdés, Gema R. Neira i Diego Sotelo originalment per a Lionsgate+, esdevenint la seva segona i última sèrie nacional abans de la seva sortida d'Espanya.
És protagonitzada per Martiño Rivas, qui interpreta l'actor pornogràfic Nacho Vidal. Originalment s'havia d'estrenar a la plataforma l'11 de desembre de 2022, però el novembre de 2022, la seva estrena a Espanya es va cancel·lar per la sortida de Lionsgate+ del país. Finalment, va ser adquirida per a la seva distribució a Espanya per Atresplayer Premium, on es va estrenar el 5 de març de 2023.

## Trama
La sèrie relata els inicis de l'actor pornogràfic Nacho Vidal al món del cinema per adults, explorant i relatant les ombres i les llums d'aquesta indústria cinematogràfica des de l'interior.

## Episodis
| Núm. | Títol                              | Direcció         | Guió | Data d'emissió original |
| ---- | ---------------------------------- | ---------------- | --- | ----------------------- |
| 1    | «Construyendo a Nacho Vidal»       | David Pinillos   | Teresa Fernández-Valdés, Gema Rodríguez Neira, Diego Sotelo, David Moreno, María José Rustarazo i Flora G. Villanueva | 5 de març de 2023       |
| 2    | «Ser un héroe, esa es la cuestión» | David Pinillos   | Teresa Fernández-Valdés, Gema Rodríguez Neira, Diego Sotelo, David Moreno, María José Rustarazo y Flora G. Villanueva | 12 de març de 2023      |
| 3    | «Las hostias que más duelen»       | Beatriz Sanchís  | Teresa Fernández-Valdés, María José Rustarazo y Flora G. Villanueva                                                   | 19 de març de 2023      |
| 4    | «El precio de ser el mejor»        | Beatriz Sanchís  | Teresa Fernández-Valdés, María José Rustarazo y Flora G. Villanueva                                                   | 26 de març de 2023      |
| 5    | «101 mujeres»                      | Eduardo Casanova | Teresa Fernández-Valdés, Gema Rodríguez Neira, María José Rustarazo y Flora G. Villanueva                             | 2 d'abril de 2023       |
| 6    | «La gran liga, ¿really?»           | Eduardo Casanova | Teresa Fernández-Valdés, Gema Rodríguez Neira, María José Rustarazo y Flora G. Villanueva                             | 9 d'abril de 2023       |
| 7    | «Adicto, o algo así»               | David Pinillos   | Teresa Fernández-Valdés, Gema Rodríguez Neira, María José Rustarazo y Flora G. Villanueva                             | 16 d'abril de 2023      |
| 8    | «Volver a empezar»                 | David Pinillos   | Teresa Fernández-Valdés, Gema Rodríguez Neira, María José Rustarazo y Flora G. Villanueva                             | 23 d'abril de 2023      |

## Repartiment
- Martiño Rivas com a Nacho Vidal
- María de Nati com a Sara Bernat
- Andrés Velencoso com a Toni Ribas
- Pepa Charro com a Juani
- Edu Soto com a Tigerman
- Marina Gatell com a Sophie Evans
- Penélope Guerrero com a Lady
- Rubén Jiménez Rosco com a Holy One
- Nancho Novo com a Enrique Jordá Brasset
- Montse Guallar com a Inmaculada González
- Nuria Herrero com a María José Jordá
- José Milán com a Arnau
- Nourdin Batán com a Kun
- Albert Baró com a Samuel
- Alicia Falcó com a Marta
- Alexandra Prokhorova com a Cicciolina
- Miriam Giovanelli com a Bellisima
- Carmen Conesa com a Olga
- Albert Baró com a Samuel
- Juan Carlos Vellido com a José María Ponce Berenguer
- Paola Bontempi com a María Bianco

## Producció
El 3 d'agost de 2020, Lionsgate+ (aleshores, Starzplay) va anunciar els seus plans per a entrar a la producció de ficció a Espanya i Mèxic, amb els projectes de Nacho Vidal, una industria XXXL i Express per a Espanya. La sèrie va ser creada per Teresa Fernández-Valdés, Ramón Campos i Gema R. Neira, i produiïda per la seva productora, Bambú Producciones, juntament amb La Claqueta PC.
El 16 de febrer de 2022, Martiño Rivas i María de Nati van ser anunciats com els actors que interpretarien a Nacho Vidal i Sara Bernat a la sèrie. Posteriorment, al mes de març, es va anunciar que Andrés Velencoso interpretaria l'actor pornogràfic Toni Ribas. Juntament amb aquest anunci, es va confirmar que la producció de la sèrie ja havia començat. Posteriorment, es va confirmar la participació al repartiment de Nourdin Batan, Edu Soto i La Terremoto de Alcorcón.
El juliol de 2022 es va confirmar que el títol de la sèrie havia canviat de Nacho Vidal, una industria XXXL a simplement Nacho.

## Estrena i marketing
El juliol de 2022, juntament amb el títol definitiu de la sèrie, Lionsgate+ va publicar les primeres imatges, publicant-ne el pòster a l'octubre del mateix any i fixant la data d'estrena per a l'11 de desembre. La plataforma va anunciar també que estava previst publicar els dos primers episodis el dia de l'estrena, i anar publicant la resta de manera setmanal fins al 29 de gener de 2023.
El 4 de novembre de 2022, Lionsgate+ va anunciar el tancament de les seves operacions a Espanya i a altres sis territoris internacionals degut a la delicada situació econòmica de la seva propietària, Lionsgate, afixant el seu teu tancament per al 31 de març de 2023. Com a resultat, l'estrena de Nacho a Espanya, juntament amb altres ficcions nacionals pendents de la plataforma, van ser cancel·lats i Lionsgate va anunciar que buscaria altres compradors per a la distribució d'aquestes produccions. Inicialment, es va mantenir l'estrena de la sèrie a l'Amèrica Llatina i Brasil, pero el 22 de novembre de 2022, Lionsgate+ va confirmar per Twitter que l'estrena als dos mercats s'endarreria al 2023.
El 27 de desembre de 2022, Atresplayer Premium va anunciar que havia comprat la sèrie per a la seva estrena a Espanya, amb intenció d'estrenar-la abans de l'estiu de 2023. El 4 de gener de 2023, la plataforma va anunciar que estrenaria la sèrie a Espanya el març de 2023. El 20 de gener de 2023, Atresplayer va publicar el tràiler i va confirmar el 5 de març de 2023 com la seva data d'estrena.